# Elena Bottaro
Elena Bottaro (* in Noventa Vicentina) ist eine italienische Balletttänzerin. Seit 2014 ist sie Tänzerin des Balletts der Wiener Staatsoper und Volksoper Wien. Seit 2024 ist sie Erste Solotänzerin des Wiener Staatsballetts.

## Leben und Wirken
Elena Bottaro absolvierte ihre Ausbildung an der Scuola di Ballo del Teatro alla Scala bei Bella Ratschinskaja und Paola Vismara. Seit 2014 ist Mitglied des Balletts der Wiener Staatsoper und der Volksoper Wien. 2017 stieg sie zur Halbsolistin sowie 2019 zur Solistin auf, ehe sie 2024 unter Martin Schläpfer zur ersten Solotänzerin wurde. Ihre Premiere als Erste Solotänzerin gab sie im September 2024 als Swanilda in Pierre Lacottes Ballett Coppélia.
Im Zuge des Neujahrskonzerts der Wiener Philharmoniker 2018 war sie gemeinsam mit Richard Szabo und anderen Paaren zu Rosen aus dem Süden in Schloss Eckartsau zu sehen. Beim Neujahrskonzert 2022 war sie erneut während des Walzers Tausend und eine Nacht in der Schloss- und Gartenanlage von Schönbrunn zu sehen. 2024 war sie beim Neujahrskonzert zum Walzer Wiener Bürger auf Schloss Rosenburg zu sehen.

## Repertoire als Tänzerin (Auswahl)
- Titelrolle und Ein Bauernpaar in Giselle (Choreographie: Jelena Tschernischowa)
- Julia in Roméo et Juliette (Choreographie: Davide Bombana)
- Swanilda in Coppélia (Choreographie: Pierre Lacotte)
- Prinzessin Aurora in Dornröschen (Choreographie: Martin Schläpfer)
- Marguerite Gautier und Olympia in Die Kameliendame (Choreographie: John Neumeier)
- Olga in Onegin (Choreographie: John Cranko)
- Gefährtin des Prinzen, Kleiner Schwan und Neapolitanischer Tanz in Schwanensee (Choreographie: Rudolf Nurejew)
- Henriette in Raymonda (Choreographie: Rudolf Nurejew)
- Kitris Freundin und Amor in Don Quixote (Choreographie: Rudolf Nurejew)
- Pastorale in Der Nussknacker (Choreographie: Rudolf Nurejew)
- Lises Freundin in La Fille mal gardée (Choreographie: Frederick Ashton)
- Erzherzogin Marie Valerie in Mayerling (Choreograph: Kenneth MacMillan)
- Ballerina in The Concert (Choreograph: Jerome Robbins)
- Odaliske in Le Corsaire (Choreographie: Manuel Legris)

## Auszeichnungen
- 2018: Förderpreis des Balletclub der Wiener Staatsoper & Volksoper[5]